# 修証義
『修証義』（しゅしょうぎ）は、曹洞宗の開祖・道元の著作である『正法眼蔵』より、特に在家信徒への布教を念頭に置き、重要な点を抜粋し、全5章31節にまとめた書物。

## 概要
『正法眼蔵』は基本的に僧を対象にしており、出家主義である（後期の「十二巻本」は顕著）。しかし在家では禅の修行は実質困難であるため、在家で実践可能な受戒等を重視してまとめている。

### 作成の経緯
東洋大学の学長で僧籍にあったこともある大内青巒を中心とする「曹洞宗扶宗会」が、明治以降の新時代の風潮に応じた在家への新しい布教を念頭におき、明治21年に『洞上在家修証義』（とうじょうざいけしゅしょうぎ）を刊行した。これを永平寺貫首滝谷琢宗と總持寺貫首畔上楳仙が校閲・改訂の上、明治23年（1890年）12月1日、名を『曹洞教会修証義』と改め公布した。その後さらに『修証義』と改称された。もとは在家用に編集された『正法眼蔵』の抄録本であるが、曹洞宗の教義を体系的にまとめたものとして、『曹洞宗制』により僧・在家信徒共通の日用経典として扱われており、基本経典である『正法眼蔵』同様に曹洞宗の根本聖典に位置づけられている。現在は曹洞宗宗務庁より刊行されている。

### 名称について
「修」は修行のこと、「証」は悟りのことで、この2つについての「義」（ことわり）をまとめた物である。

## 構成
1. 総序
2. 懺悔滅罪
3. 受戒入位
4. 発願利生
5. 行持報恩

## 関連文献
- CiNii>修証義
- INBUDS>修証義

## その他
曹洞宗では有料で頒布しているほか、曹洞宗寺院では寄進者に授与している。駒澤大学の学生生活ガイドブック（旧：学生手帳）に『般若心経』と共に記載されている。